# ふれあいバス (宗像市)

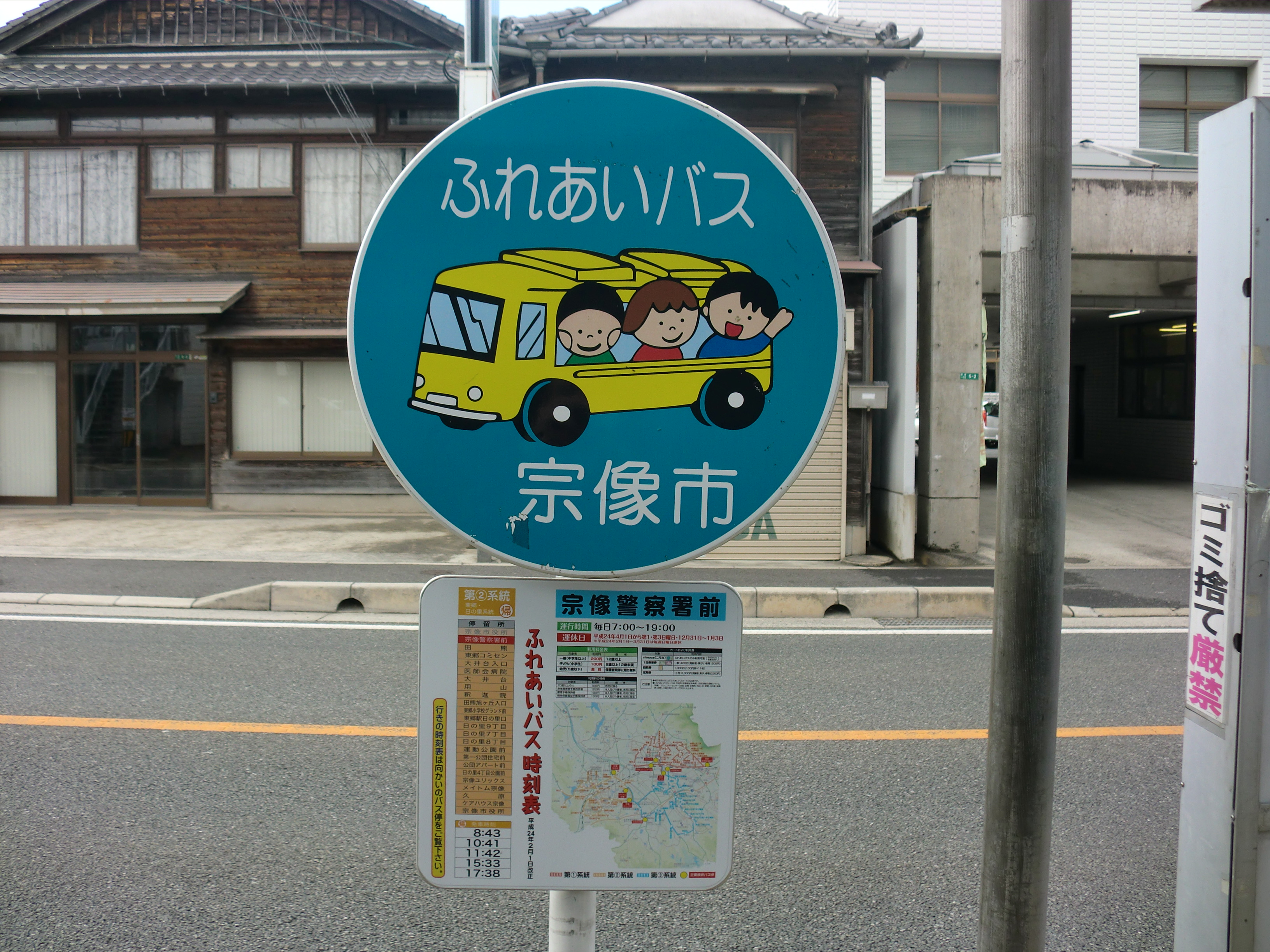
ふれあいバス宗像警察署前停留所

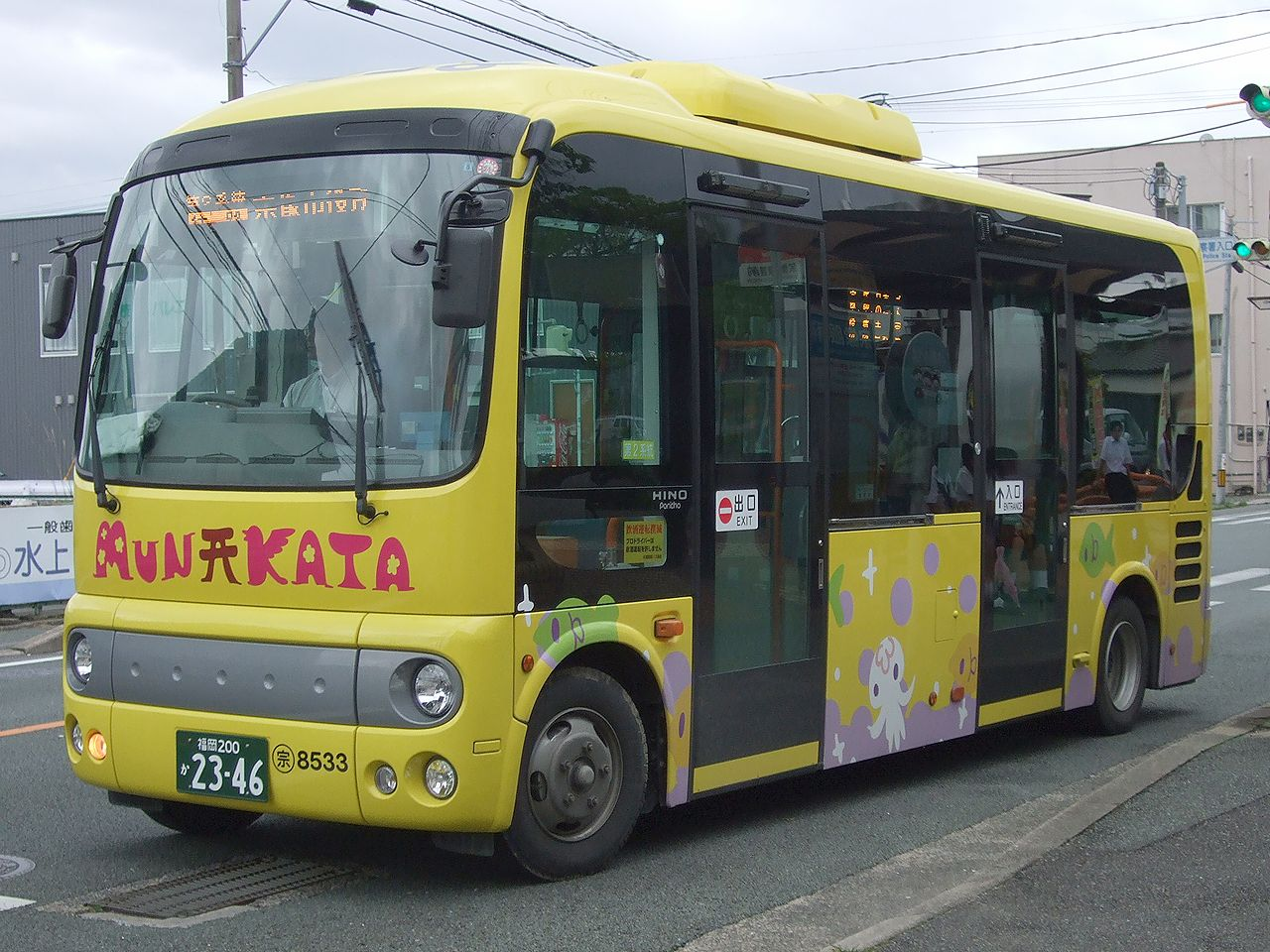
ふれあいバス

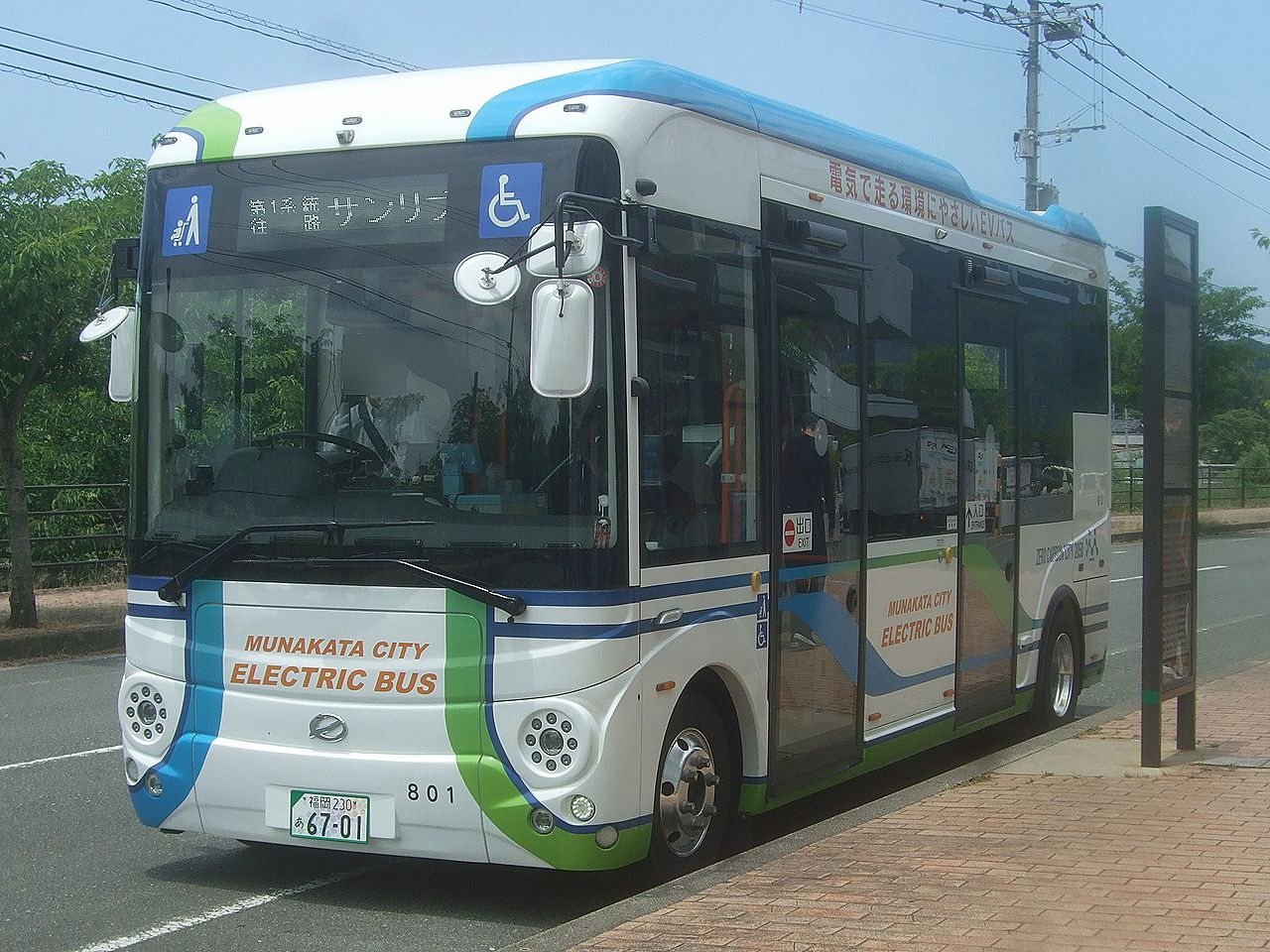
ふれあいバス第1系統に使用されるEVバス

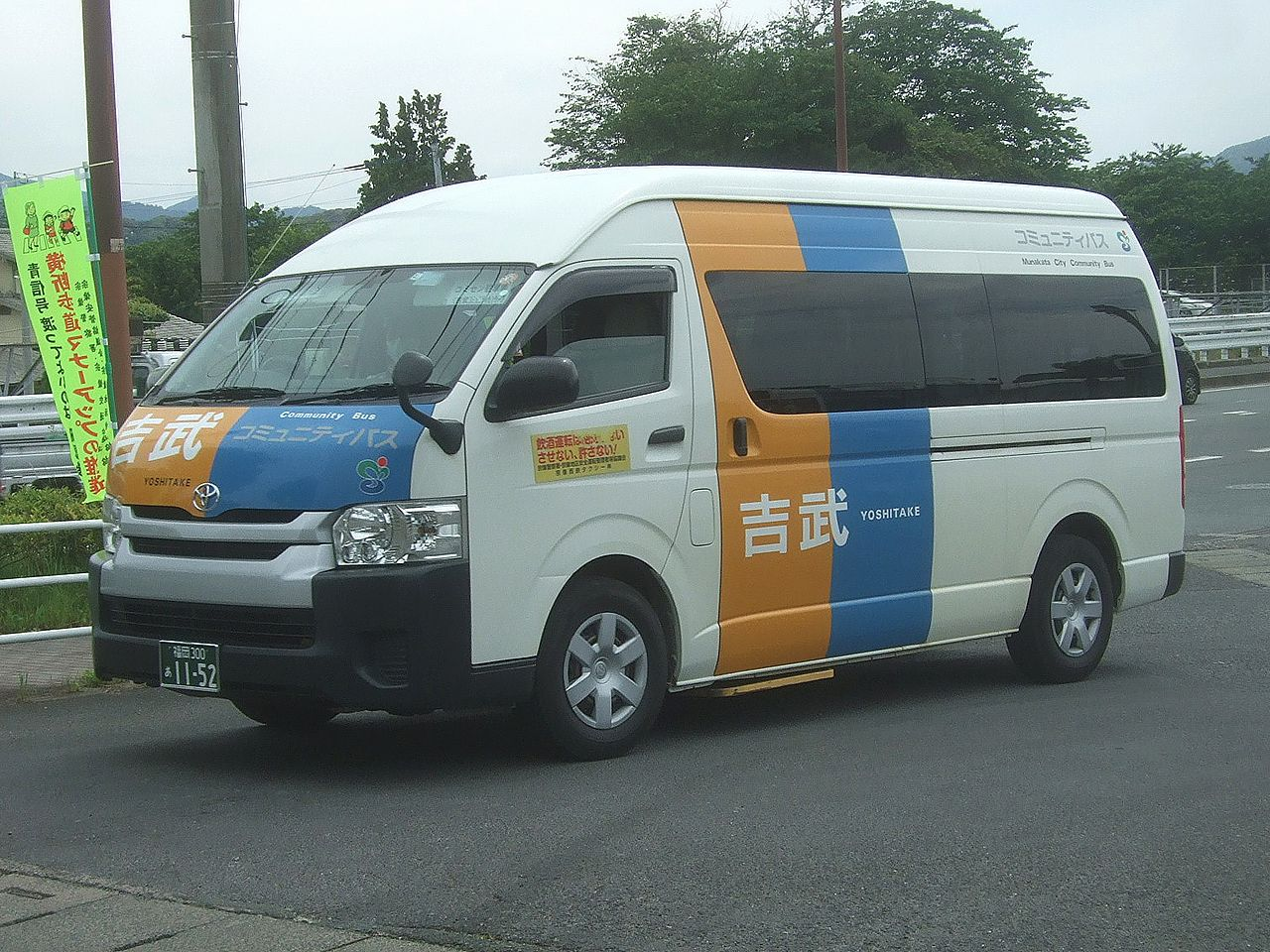
宗像市コミュニティバス

ふれあいバスは福岡県宗像市が西鉄バス宗像に運行委託しているコミュニティバスである。宗像市コミュニティバスについても記述する。

## 概要
宗像市の西鉄バス路線空白地域などで1998年1月から運行しているコミュニティバスで、2003年に宗像市が玄海町と合併して新市制となった際にも引き継がれ運行しており、現在では旧玄海町域でも運行している。
ふれあいバスと宗像市コミュニティバスがある。ふれあいバスは市中央部の中心市街地・住宅地を中心に路線があり、西鉄バス宗像が運行し、小型バスを使用する。宗像市コミュニティバスは市北部・南東部・南西部の人口の少ない地域で運行されており、地元タクシー会社の宗像グリーンタクシー・新星交通・宗像西鉄タクシー・みなとタクシーが運行し、ジャンボタクシー車両を使用する乗合タクシーである。

## 沿革
- 1998年1月 - 総合保健福祉センター（メイトム宗像）開館にあわせ3路線各4往復で運行開始。西鉄の分離子会社である玄海交通（現・西鉄バス宗像）が運行。道路運送法第21条による貸切代替バス扱い。乗降地で限定。運賃は大人300円、子供100円均一。
- 1998年12月 - ダイヤ改正。
  - 道路運送法第4条による乗合バスに変更し、乗降制限を撤廃。
  - 高齢者・障害者割引を開始（100円均一）。
- 2000年4月 - ダイヤ改正。4km未満の区間を200円に値下げし、距離制運賃に移行。
- 2003年3月 - ダイヤ改正。運賃を200円均一とする。
- 2004年11月 - ダイヤ改正。旧玄海町域に路線新設。
- 2011年10月1日 - ダイヤ改正・路線再編。
  - ふれあいバスを3系統に再編。
  - 乗合タクシーの宗像市コミュニティバスを運行開始。
  - 回数券・定期券・1日フリーパスを発売開始。
- 2012年4月1日 - ダイヤ改正。
  - ユリックス・メイトム便を運行開始（2013年3月31日までの試行運行）。
  - 第2・第4日曜日に運行開始。

## 路線

### ふれあいバス
第2系統は ⇔ の右矢印の方向に、第3系統は左矢印の方向に運行。【A → B】と表示されている区間は第2系統、第3系統とも同一方向の運行。
第1系統
西鉄赤間営業所 - 三郎丸 - 赤間西コミセン前 - 三郎丸公民館前 - 泉ヶ丘 - 泉ヶ丘中央 - 赤間ケ丘二区公民館前 - 赤間ケ丘一区公民館前 - 城ケ谷公民館前 - 赤間駅北口 - サンリブ - 河東コミュニティセンター前 - 稲元 - 日焼原 - 須恵 - 天平台 - 須賀浦交差点 - くりえいと3丁目 - 大谷公民館前 - 大谷西公園前 - くりえいと2丁目 - サンリブ - 赤間駅北口
第2系統・第3系統
サンリブ ⇔ ゆめタウン ⇔ 赤間駅南口 ⇔ 田久 ⇔ 自由ヶ丘6丁目 ⇔ 自由ヶ丘7丁目 ⇔ 自由ヶ丘7丁目入口 ⇔ 宮田橋（セントラル前） ⇔ 森林都市（岩田屋前） ⇔ 自由ヶ丘5丁目 ⇔ 自由ヶ丘コミセン前 ⇔ 自由ヶ丘中央公園前 ⇔ 自由ヶ丘第9号公園前 ⇔ 自由ヶ丘10丁目 ⇔ 自由ヶ丘第11号公園前 ⇔ 自由ヶ丘南1丁目 ⇔ 青葉台 ⇔ 朝野団地入口 ⇔ 蜂須賀病院（第2系統）/山賊鍋前（第3系統） ⇔ 原町 ⇔ 【宗像ユリックス → メイトム宗像 → 久原】 ⇔ 日の里4丁目公園前 ⇔ 公団アパート前 ⇔ 第一公団住宅前 ⇔ 運動公園前 ⇔ 日の里8丁目 ⇔ 日の里7丁目 ⇔ 日の里9丁目 ⇔ 東郷駅日の里口 ⇔ 西鉄ストア前（第2系統）/東郷小グランド前（第3系統） ⇔ 大井台入口 ⇔ 医師会病院 ⇔ 大井台 ⇔ 用山 ⇔ 釈迦院 ⇔ 田熊旭ヶ丘入口 ⇔ 東郷コミセン ⇔ 宗像警察署前 ⇔ 宗像市役所 ⇔ 河東コミュニティセンター前 ⇔ サンリブ（循環）

### コミュニティバス
特記以外は第1・第3・第5日曜日と年末年始を除き毎日運行。矢印で表示した区間は矢印方向のみ運行。【A → B】と表示されている区間は上下とも同一方向の運行。
岬地区（火・木・土・第4日曜日のみ運行）
京泊 - 渡場 - 京泊東 - 県住口 - 祓川住宅 - 祓川 - 千代川 - 中町 - コミュニティ岬 - 西町 - 浜ノ上 - 門前 - 元末 - 荒樫 - 添田病院前 - くりえいと2丁目 - サンリブ - ゆめタウン
京泊 - 渡場 - 京泊東 - 県住口 - 祓川住宅 - 祓川 - 千代川 - 中町 - コミュニティ岬 - 西町 - 浜ノ上 - 門前 - 元末 - 荒樫 - 白石商店前 - 道の駅むなかた - 神湊波止場
池野地区（月・水・金・第2日曜日のみ運行）
道の駅むなかた - 選果場 - 田野 - 高向 - 瀬戸（ポプラ前） - 石川 - 名見 - JA前 - 坂名 - 池野コミュニティ・センター - 釣山 - 畑 - 梛野 - 池田 - 桜町 - 大王寺 - 下大王寺 - 宗像コモン入口 - 公園通り2丁目 - 公園通り3丁目 - 上大王寺 - くりえいと2丁目 - サンリブ
神湊地区（火・木・土・第4日曜日のみ運行）
道の駅むなかた - 玄海クリーン前 - 神ノ原貯水槽前 - 白石商店前 - 光星原公園前 - 江口地蔵堂前 - 自然の家入口 - 江口入口 - 道の駅むなかた - 釣川河口入口 - 浜宮 - 段天クエバワカル前 - 神湊バス停 - 中町地蔵前 - 玄海旅館前 - 神湊波止場 - 井牟田集会所前 - 勝浦浜バス停 - ゆうゆうぷらざ - 神湊郵便局前 - 道の駅むなかた - 五月ヶ丘前 - 牟田尻バス停 - 荒開バス停 - 宗像大社前バス停 - 福田バス停 - 宗像市役所 - 東郷橋 - サンリブ
田島地区（月・水・金・第2日曜日のみ運行）
道の駅むなかた - 五月ヶ丘前 - 牟田尻バス停 - 荒開駐車場前 - 玄海中学校 - 山ノ上集会場 - 吉田公民館 - 【原入口 → 原中央】 - 川端橋前 - 海の道むなかた館 - 深田公民館 - 宿谷地蔵様前 - 田島公民館 - 吹浦入口 - 飛松 - 多礼橋 - 多礼公民館 - 柚ノ木 - 上多礼バス停 - 宗像市役所 - 東郷橋 - サンリブ
河東地区
赤間駅北口 - 河東コミュニティ - サンリブ - 須恵 - 城西ヶ丘北 - 相原 - 管理センター前 - 【椿団地上 → 椿団地下】 - 池浦公民館 - 樟陽台2丁目北公園 - 樟陽台１丁目 - ひかりヶ丘1号公園 - ひかりヶ丘2丁目 - ひかりヶ丘中央 - ひかりヶ丘6丁目 - ひかりヶ丘馬立公園 - 福崎公民館 - 馬立 - 専光寺 - マルキョウ - 宗像市役所
赤間駅北口 → 河東コミュニティ → サンリブ → 平等寺公民館 → 伏原 → 畑 → 山田ホタルの里 → 中畑 → 草場 → 山田地蔵尊前 → 横山上 → 横山下 → 平原集会所 → サンリブ → 河東コミュニティ → 赤間駅北口（循環）
横山下 → 横山上 → 山田地蔵尊前 → 草場 → 畑 → 山田ホタルの里 → 中畑 → 伏原 → 平等寺公民館 → サンリブ → 河東コミュニティ → 赤間駅北口（朝1本のみ運行）
南郷地区
かのこの里 → ベスト電器 → セントラル → 宮田公民館 → 東旭ヶ丘 → 后曲公民館 → 野添三叉路 → サンリブ → ゆめタウン → 赤間駅南口 → 林外科医院 → 自由ヶ丘郵便局 → ベスト電器 → かのこの里（循環）
かのこの里 → ベスト電器 → セントラル → 宮田公民館 → 東旭ヶ丘 → 后曲公民館 → 花田氏宅前 → 曲公民館 → 長尾公民館 → ベスト電器 → かのこの里（循環）
かのこの里 → 西福寺 → 今院 → 森吉 → 野坂公民館 → 次郎丸・恵下 → 朝野第2 → 朝野第1 → ベスト電器 → かのこの里（循環）
かのこの里 → 光岡 → ユリックス → メイトム → かのこの里（循環）
かのこの里 → 大穂町納骨堂 → 大穂町公民館 → 王丸公民館 → かのこの里（循環）
吉武地区
吉武コミセン駐車場 → 松丸・土師上 → 石井 → 石井原1 → 石井原2 → 武丸道 → あづまや前 → 城南ヶ丘公民館南口 → 城南ヶ丘11組 → 赤間病院前 → 上町バス停 → 西鉄赤間営業所 → ミスターマックス → 西鉄赤間営業所 → くりえいと2丁目 → サンリブ → くりえいと2丁目 → 上町バス停 → 赤間病院前 → 太郎坊橋 → 武丸道 → 吉武コミセン駐車場（循環）
吉武コミセン駐車場 → 中ノ尾バス停 → 平山天満宮入口 → 高六公民館前 → 平山口 → 安ノ倉公民館 → 宮ノ尾公民館 → 緑風園前 → 吉武コミセン駐車場 → 武本公民館前 → 久戸公民館 → 太郎坊橋 → 赤間病院前 → 上町バス停 → 西鉄赤間営業所 → ミスターマックス → 西鉄赤間営業所 → くりえいと2丁目 → 上町バス停 → 赤間病院前 → 太郎坊橋 → 武丸道 → 吉武コミセン駐車場（循環）

## 運賃
中学生以上は200円均一。小学生は100円、保護者同伴の5歳以下の幼児は無料。70歳以上の高齢者・障害者等・介護者の宗像市民に交付される「ふれあいバスカード」を提示した人は100円。回数券（100円券11枚綴りで1,000円）、定期券（全線に1か月有効で6,000円、高齢者・障がい者等は3,000円）、1日フリーパス（400円、発行日限り有効）がある。
運賃体系はふれあいバス・コミュニティバスともに同一で、回数券・定期券・1日フリーパスも共通だが、ふれあいバスに限りnimocaおよび相互利用ICカードの利用が可能。
2012年6月より、自動車運転免許証を自主返納した70歳以上の市民に公的身分証明書として利用できる顔写真付き住民基本台帳カードと、市民バス（ふれあい・コミュニティの計9路線）の回数券（2万円分）をいずれも無料で交付する制度を開始している。

## 車両
ふれあいバスは2011年10月1日の路線大幅再編時に低床ノンステップバスで運行することになったため、同日からオリジナルカラーの日野ポンチョが使用されている。8531・8532・8533の3台があり西鉄バス宗像本社に所属する。各車の色と使用路線のラインカラーが対応しており、8531はオレンジ色地の塗装で第1系統に、8532は青色の塗装で第3系統に、8533は黄色の塗装で第2系統に使用される。ただし検査や故障などの場合は西鉄バス宗像本社所属の三菱ローザが代走する。運行開始時はいすゞジャーニーEを導入し、鐘崎線の運行開始時には日野リエッセを1台導入したほか、いすゞジャーニーEの代替として他路線から三菱ローザを西鉄塗装のまま転用し、2011年9月まで使用された。2024年4月1日より、EVモーターズ・ジャパンF8 series4-Mini Bus（小型EVバス）を1台導入し第1系統で運行している。
コミュニティバスは運行開始時より運行会社各社ともトヨタハイエーススーパーロングに統一されている。